# Myonycteris brachycephala
Myonycteris brachycephala — вид рукокрилих, родини Криланових, ендемік Сан-Томе і Принсіпі.

## Поширення та екологія
Тварини були записані між 300 і 1200 м над рівнем моря у крутих скелястих областях. Схоже, воліє жити в лісових гористих зонах, але може бути знайденим на плантаціях і уникає прибережні зони і північну суху частину острова.